# L'Exécution du doge Marino Faliero
L'exécution du doge Marino Faliero est une peinture à l'huile sur toile de 1826 réalisée par l'artiste romantique français Eugène Delacroix, inspirée de la pièce de 1821 Marino Faliero, doge de Venise de Lord Byron, elle-même basée sur des événements de la vie du doge de Venise Marino Faliero (1274–1355). L'œuvre, exposée pour la première fois au Salon de 1827, fait partie de la Wallace Collection à Londres ; à compter de 2021, elle est répertoriée comme non exposée,.

## Description
Le tableau représente la décapitation de Faliero, qui a eu lieu sur la Scala dei Giganti (Escalier des Géants) du Palais des Doges. L'escalier, où Marino a été intronisé comme doge, est situé dans la cour intérieure de l'édifice et non face à la place Saint-Marc. Alors que le corps décapité  de Faliero git au bas des marches, vêtu de blanc après qu'il a été dépouillé de ses vêtements ducaux, des membres du Conseil des Dix et d'autres aristocrates vénitiens vêtus de riches vêtements aux couleurs vives sont rassemblés au sommet, dont un membre du Conseil des Dix brandit l'épée qui a servi à la décapitation. L'instrument de la mort est présenté par le bourreau aux quelques membres du public qui regardent depuis la place ce qui se passe dans le palais, comme cela a été décrit dans la pièce de Lord Byron.
La peinture a été interprétée comme un commentaire sur la dynastie des Bourbons en France sous le règne de Charles X. Elle a également été décrite comme évoquant le genre du romantisme français.